# Blobitecture

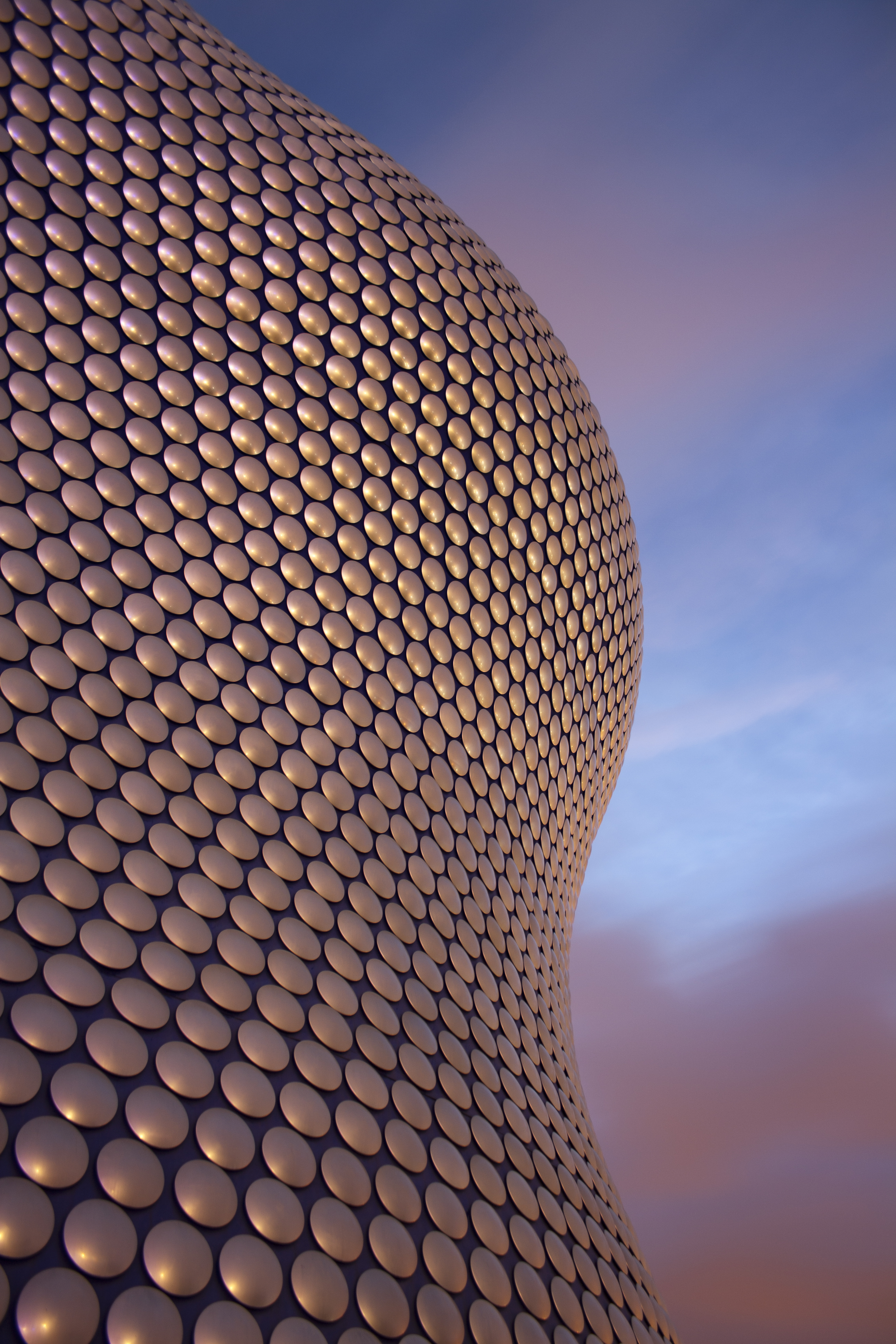
Fasáda obchodního domu Selfridges v anglickém Birminghamu, který navrhl Jan Kaplický

Blobitecture (z anglického blob + architecture, v češtině kapková/skvrnová/hrudková architektura) nebo také blobism či blobismus jsou termíny pro hnutí, styl v architektuře, kdy mají budovy organické tvary. Termín blob architektura se objevil v časopise Vogue již v roce 1990. Českým představitelem blob architektury je Jan Kaplický. 

## Galerie

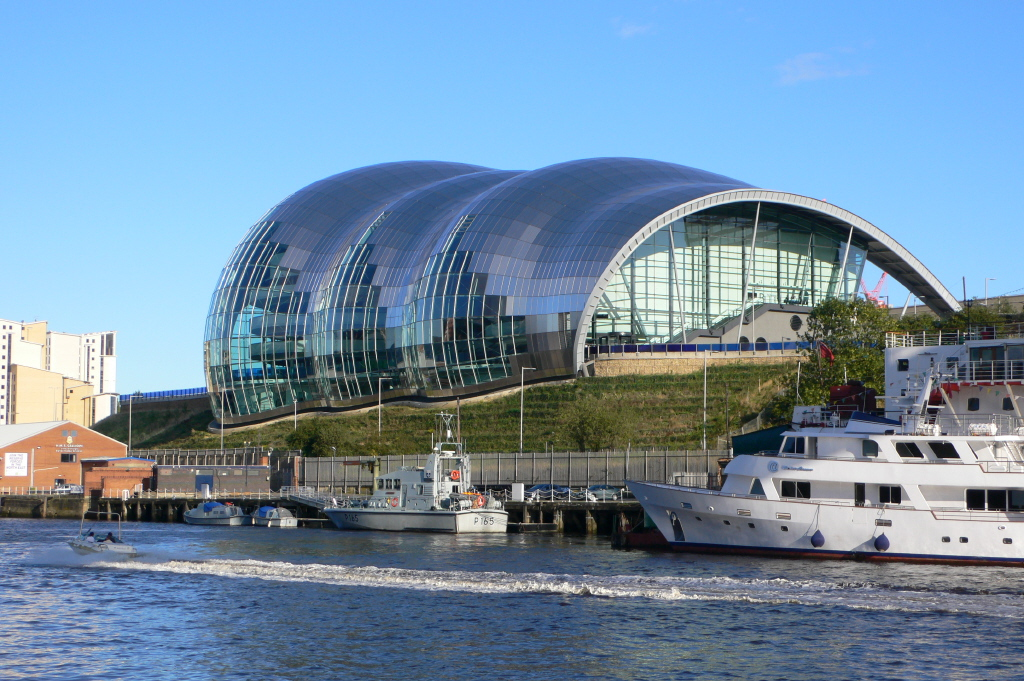
Sage Gateshead, Anglie, postaveno 2004
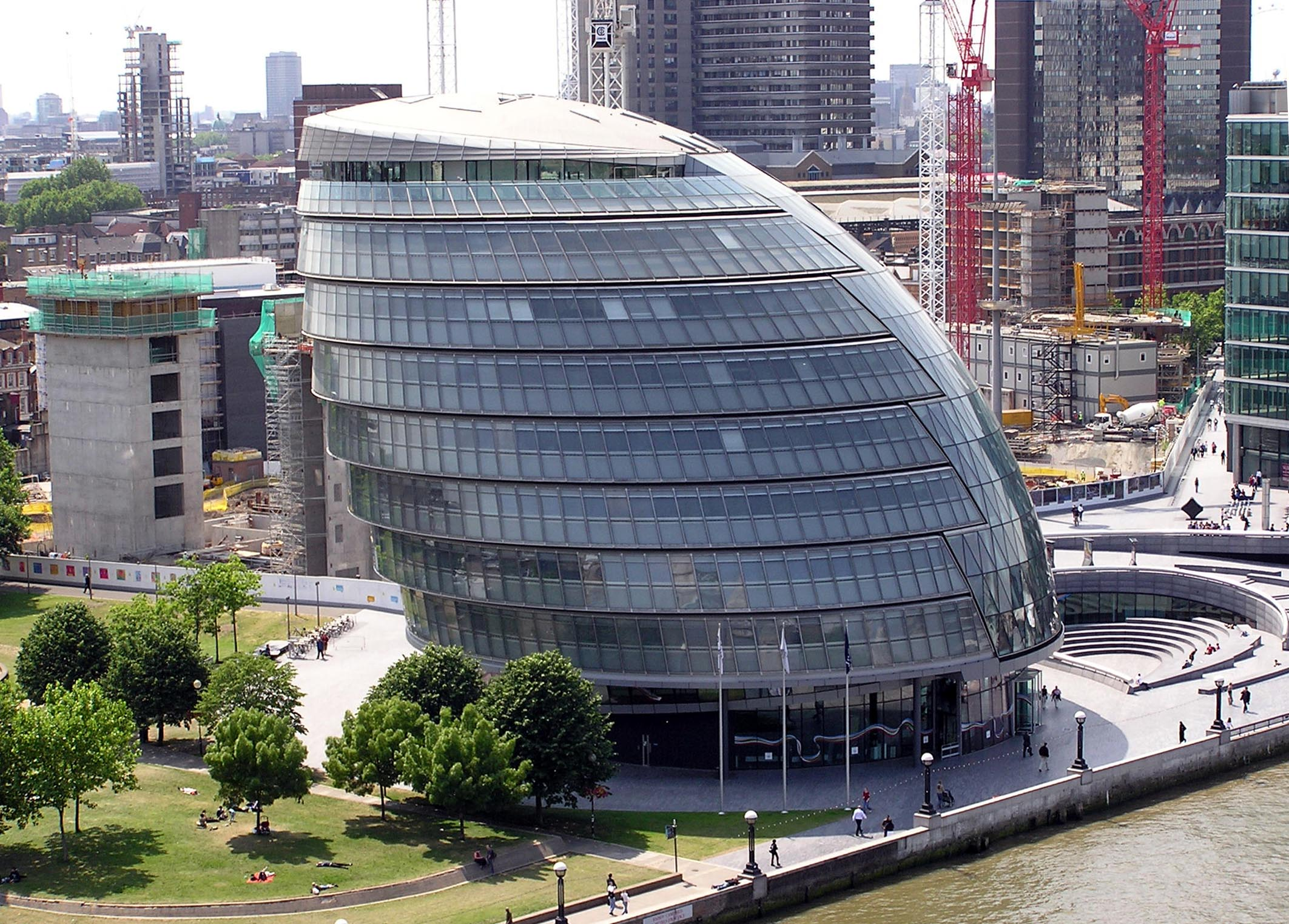
Londýnská radnice, otevřena v roce 2002
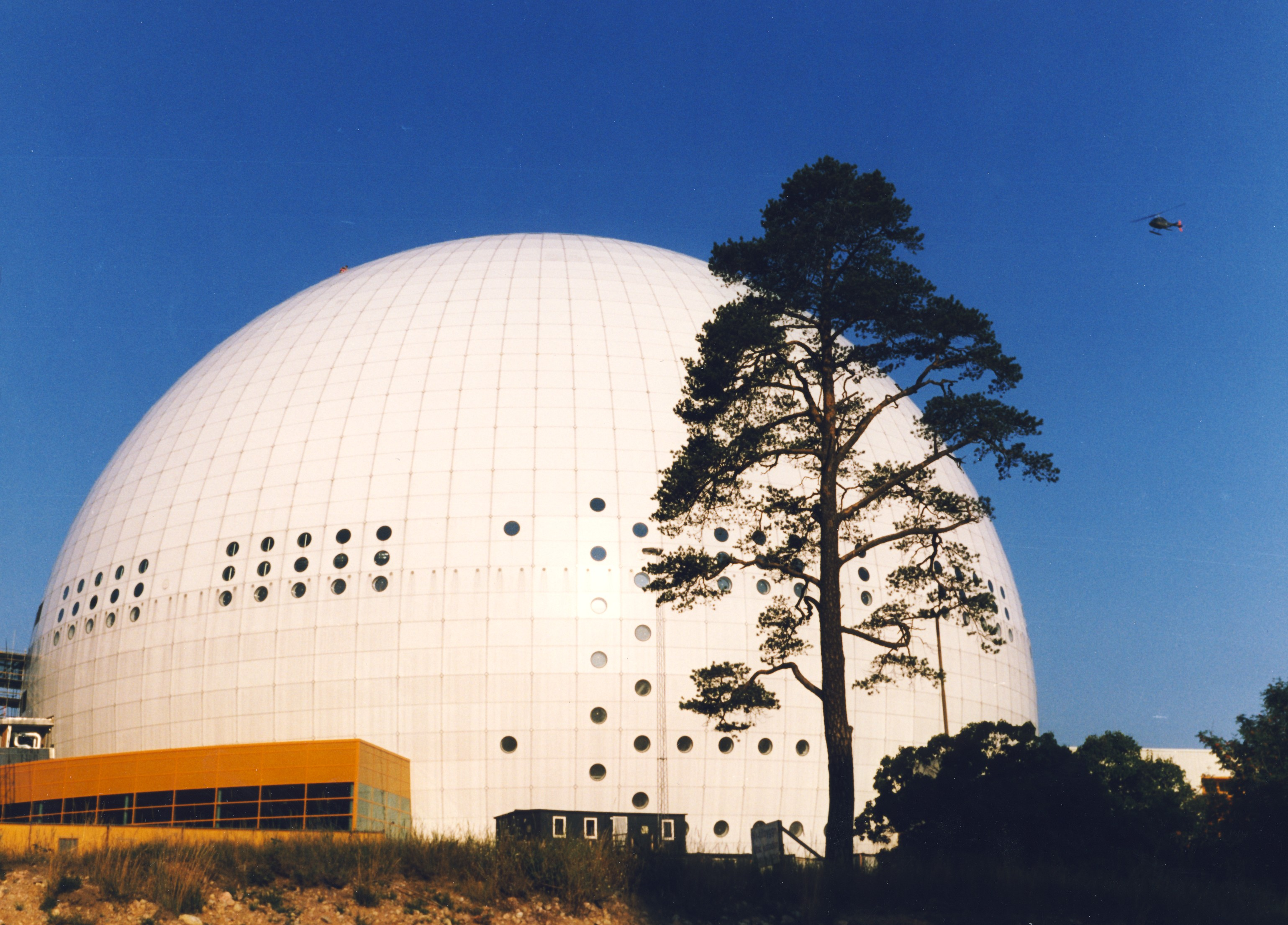
Ericsson Globe, postavena 1989, foto 1988
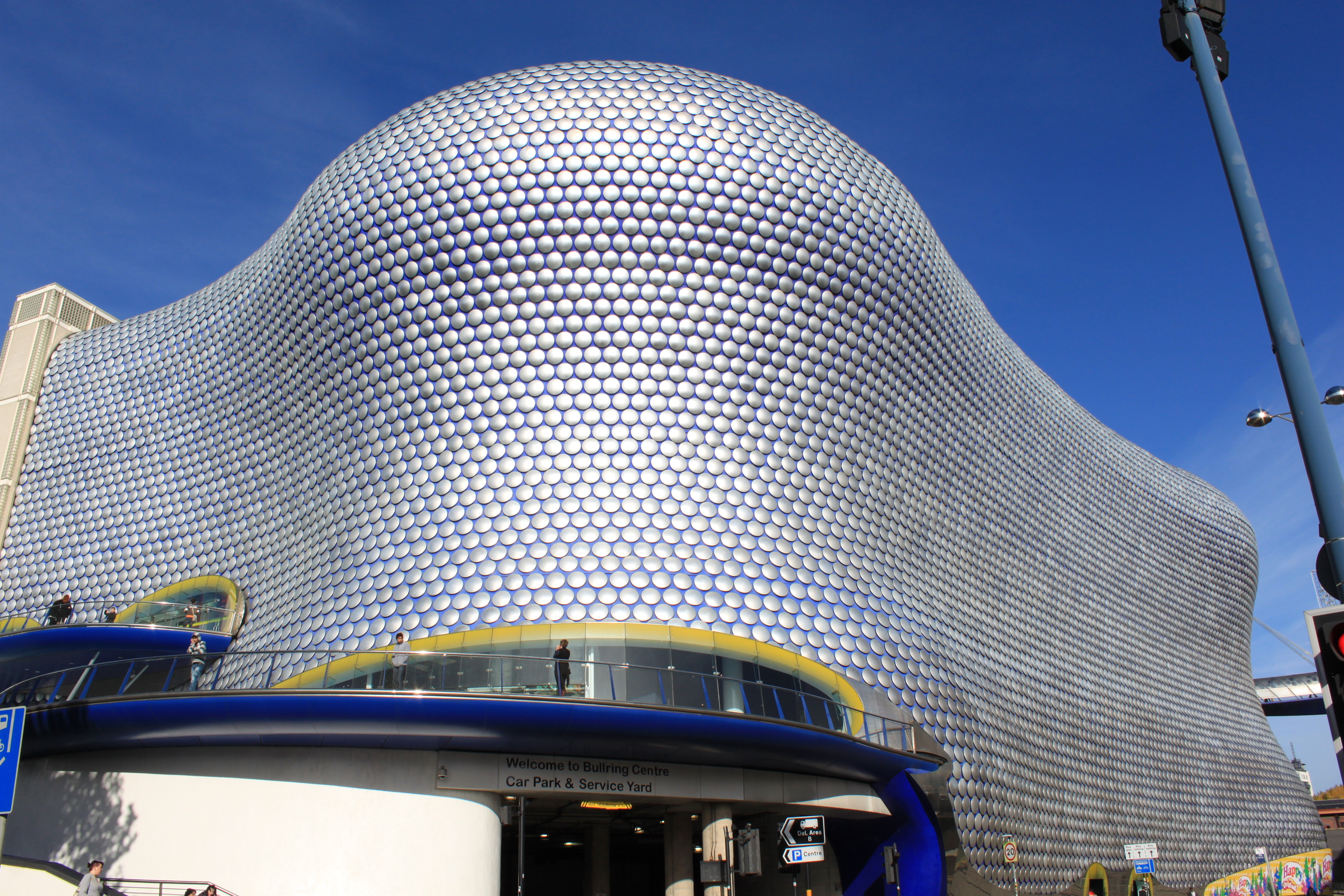
Obchodní dům Selfridges (Birmingham) v Birminghamu, navržen Janem Kaplickým
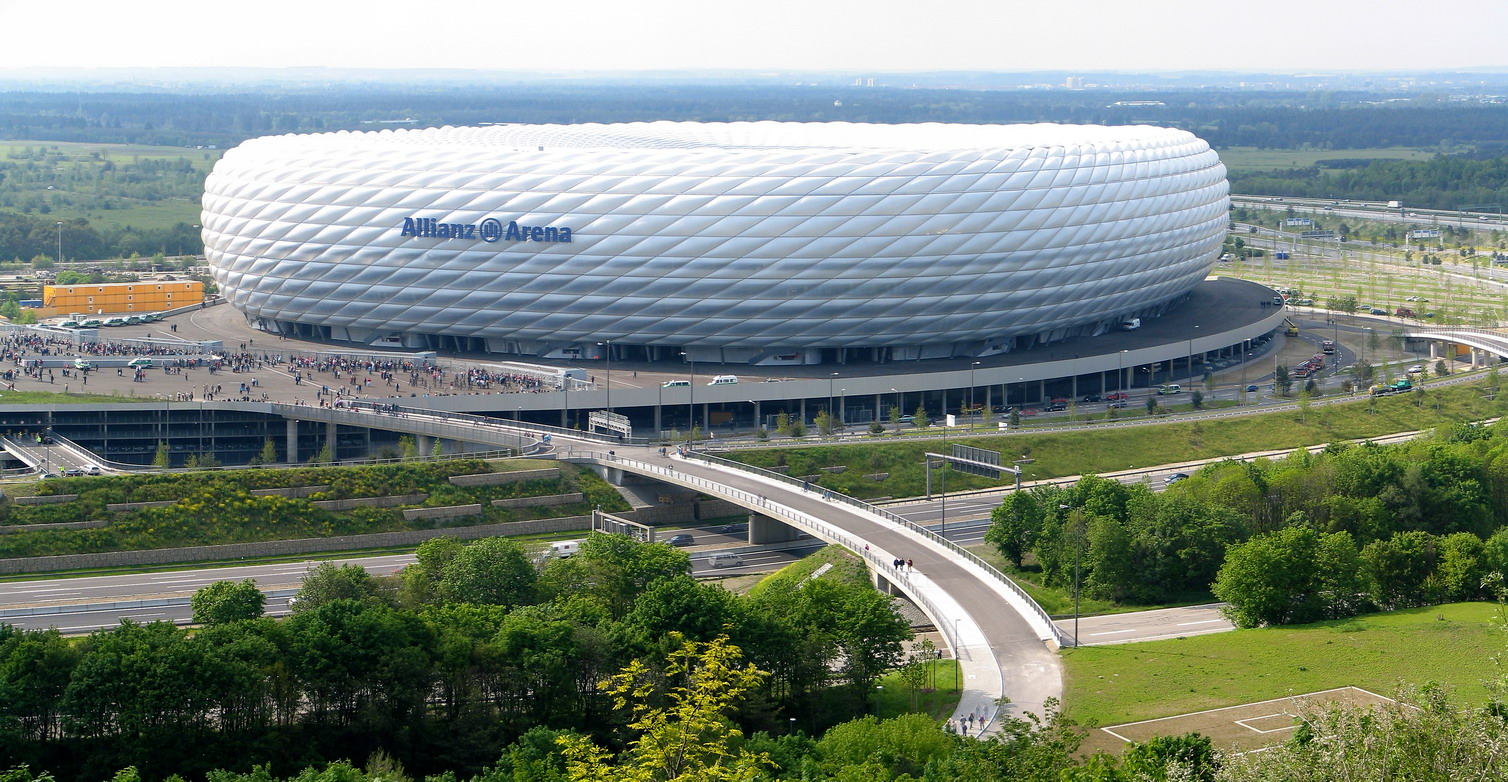
Allianz Arena v Mnichově, postavena 2005
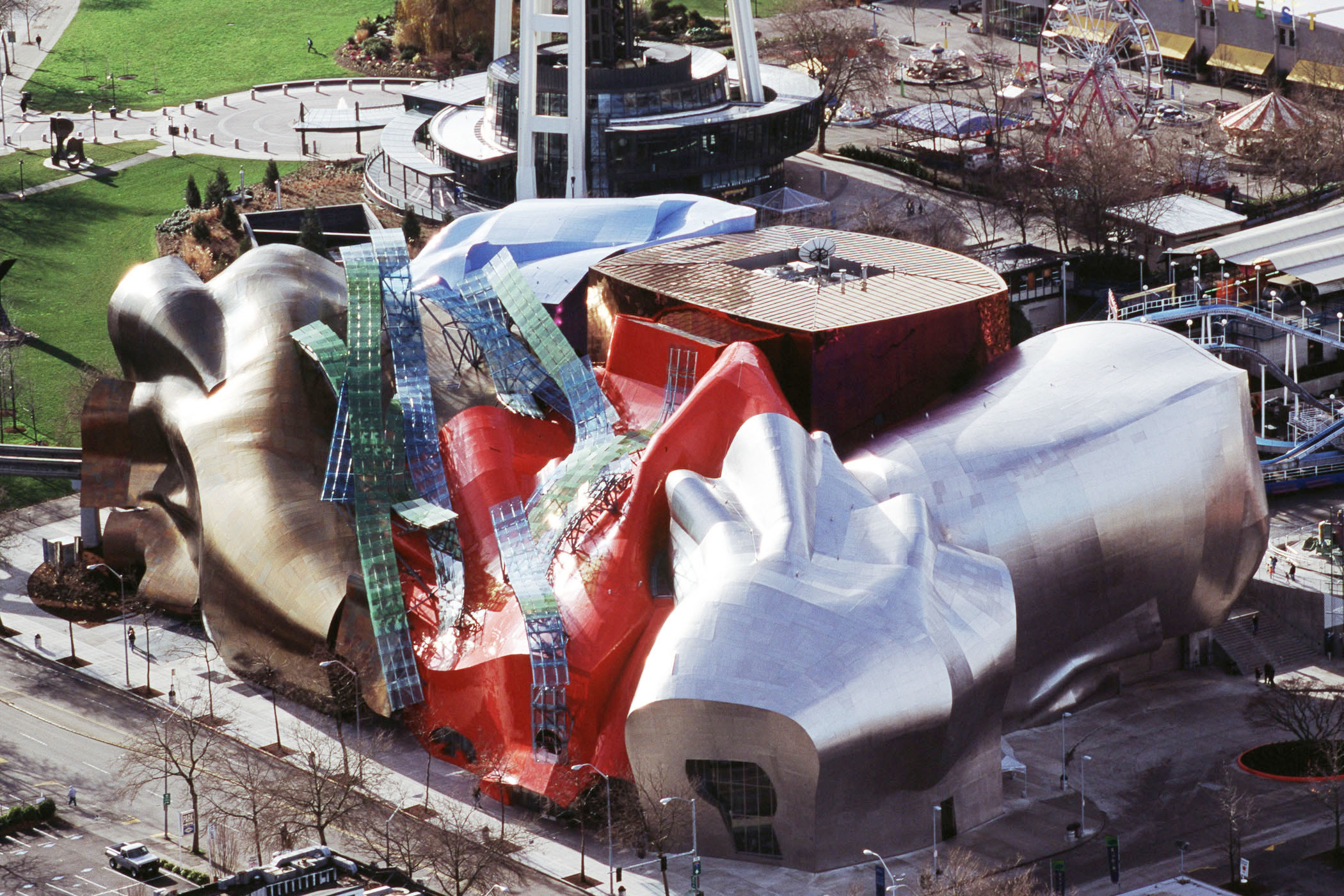
Muzeum populární kultury v Seattlu, postaveno v roce 2000
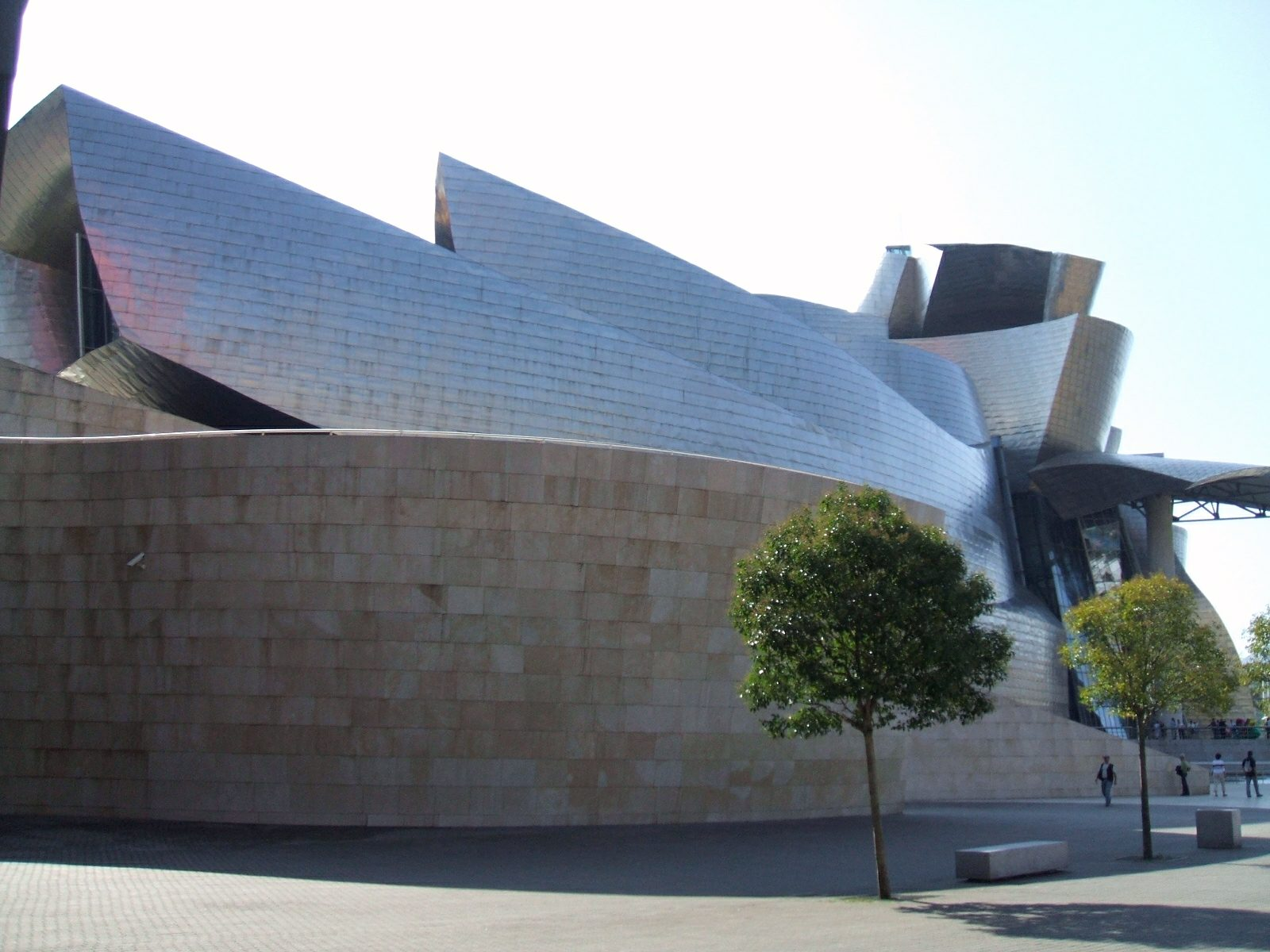
Guggenheimovo muzeum ve španělském městě Bilbao, 1997
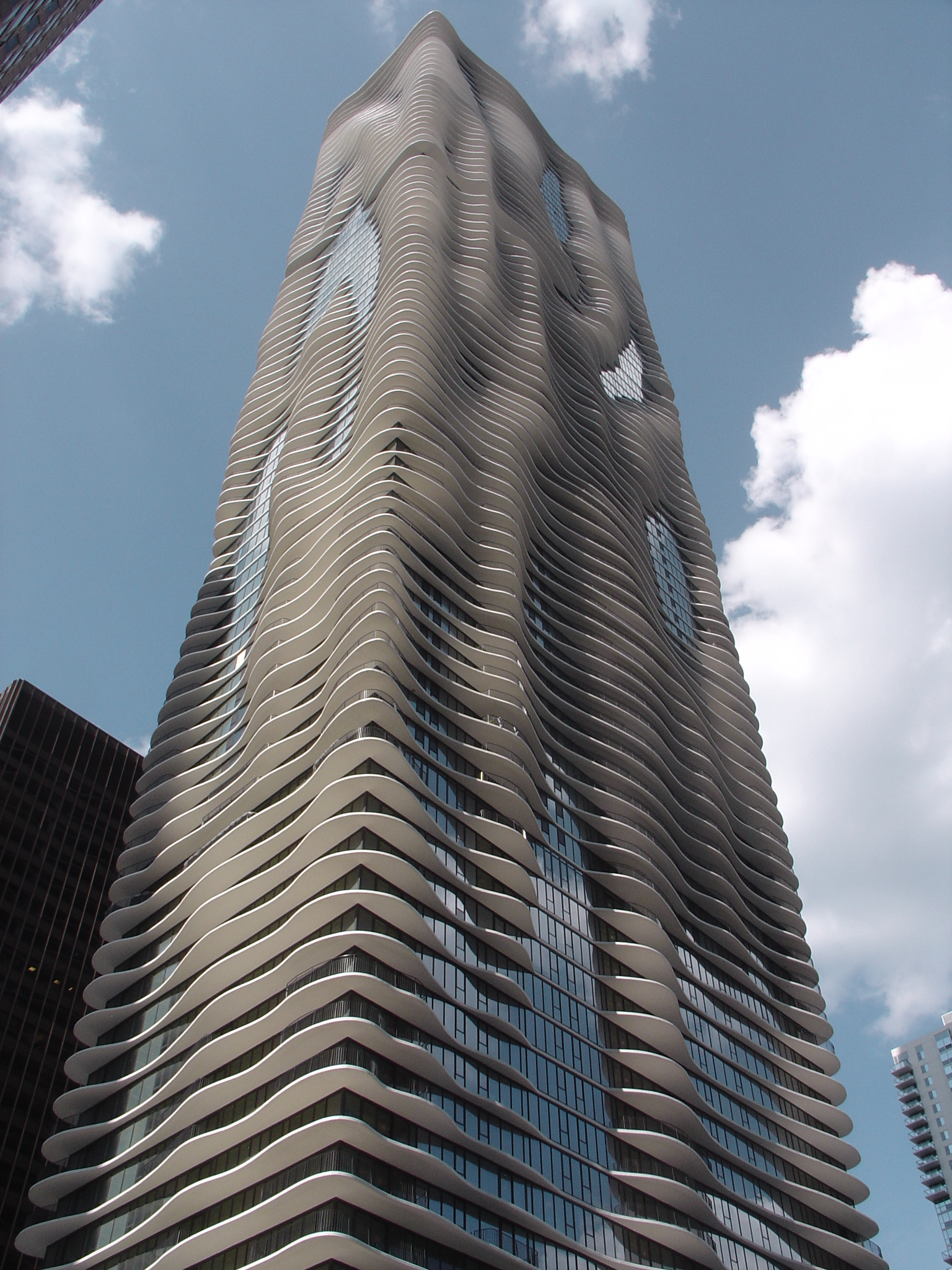
Aqua (Chicago) mrakodrap v Chicagu, 2009
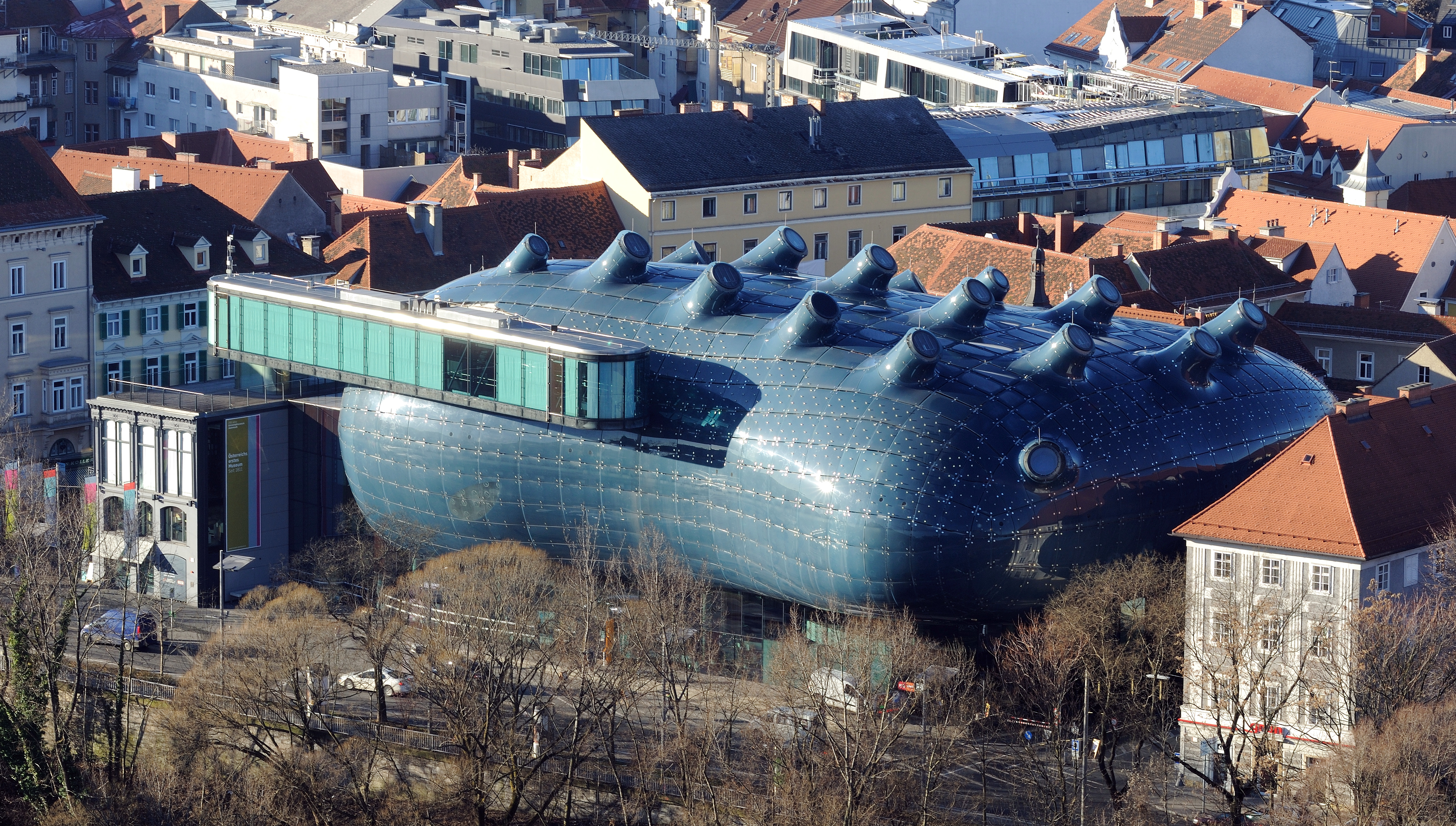
Dům umění v rakouském Štýrském Hradci
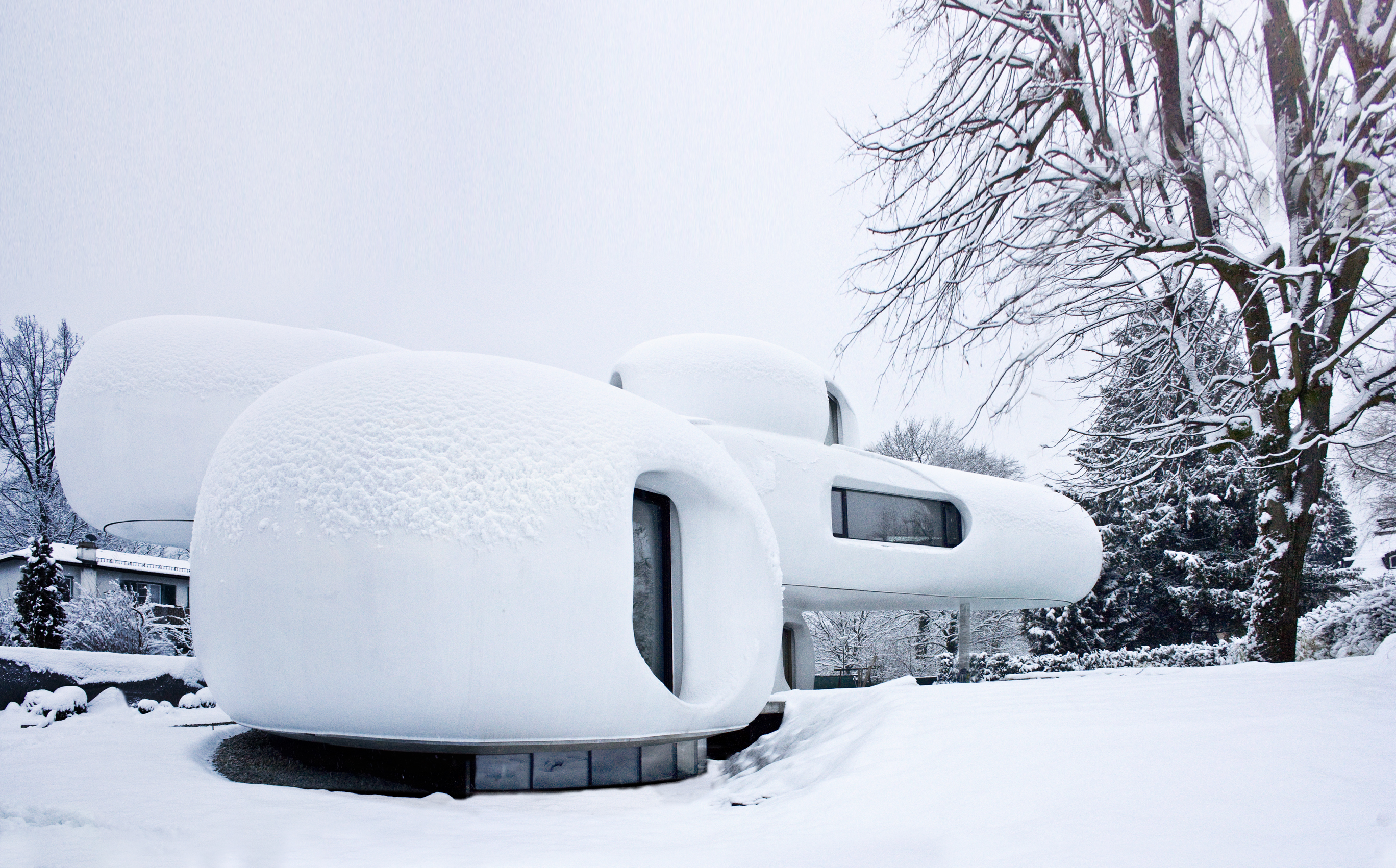
Živá struktura v Salcburku